# Пираты Карибского моря (игра)
«Пираты Карибского моря» (англ. Pirates of the Caribbean; также известна как «Корсары II» и «Корсары II: Пираты Карибского моря») — компьютерная ролевая игра с открытым миром, являющаяся второй в серии «Корсары». Разработанная компанией «Акелла», эта игра в 2003 году была издана в России под названием «Пираты Карибского моря», а в Северной Америке и Европе — Pirates of the Caribbean. Изначально планировалось, что предстоящая игра будет называться «Корсары II» (англ. Sea Dogs II), представляя собой прямой сиквел игры «Корсары: Проклятье дальних морей», выпущенной в 2000 году, но позднее студия Disney Interactive выкупила этот проект для рекламы фильма «Пираты Карибского моря: Проклятие „Чёрной жемчужины“».
Игра повествует о приключениях капитана на службе у английского губернатора. Сюжет игры очень слабо связан с одноимённым фильмом — общим является только пиратская тематика, а также наличие корабля «Чёрная жемчужина» с бессмертными проклятыми пиратами. Помимо основного сюжета есть множество дополнительных заданий.

## Игровой процесс
В целом «Пираты Карибского моря» близки к играм наподобие Sid Meier’s Pirates!, в которых главный герой путешествует между разными локациями (как в Pirates!, так и в «Пиратах Карибского моря», это — города), выполняя задания, сражаясь с врагами, покупая и продавая товары. В морских сражениях можно брать корабли противника на абордаж. Из-за этого игру сравнили с Grand Theft Auto, только вместо автомобилей — галеоны. Захваченный корабль можно затопить или присоединить к своей эскадре.
Игра оценивает действия игрока и в соответствии с ними выдаёт ему репутацию (например, гроза морей, благородный рыцарь, обычный моряк, мелкий мошенник и т. п.). От репутации зависит отношение неигровых персонажей к игроку и возможность брать и продолжать некоторые квесты. Выполнить основную сюжетную линию можно с любой репутацией.
Главный герой в игре один — Натаниэль Хоук, однако к нему могут присоединиться компаньоны (не больше трёх). На протяжении игры Натаниэль и его компаньоны способны развиваться, получая очки опыта и повышая свой уровень. Обычно в RPG игроку приходится выбирать специализацию героя, после чего герой будет силён в одних видах деятельности и слаб в других. В Пиратах Карибского моря игрок может нанять офицеров (штурмана, канонира, первого помощника, боцмана и др.), чтобы улучшить характеристики корабля (меткость орудий, скорость корабля, боевой дух команды).
Геймплей можно разделить на 3 части:
- На суше и на абордаже. Персонажи могут пользоваться различными видами холодного оружия, а также пистолетами. Интересной особенностью пистолета является то, что он перезаряжается сам по себе (персонаж в это время может драться на саблях, например). С персонажами игры может происходить диалог, при котором задача игрока — выбрать ту или иную реплику. Игра происходит в режиме реального времени, но в разных режимах игры скорость течения игрового времени разная: на суше и на море игровые сутки проходят за несколько часов реального времени, а в режиме карты мира игровые сутки проходят за несколько секунд.
- На море. Режим используется в морских боях, в шторме, а также при входе и выходе из порта. Игрок может управлять эскадрой от 1 до 4 кораблей. В морских баталиях у кораблей могут рваться паруса, ломаться мачты, возникать пожары на судне. Пушки на кораблях могут заряжаться различными видами снарядов: ядрами, книппелями, картечью, бомбами. При абордаже герою при поддержке его офицеров и команды предстоит схватка с противниками. В некоторых версиях игры противник может сдаться (эта возможность была возвращена в версии 1.02[2]).
- На карте архипелага. В этом режиме видна карта архипелага, а на ней — схематичные изображения островов, эскадр и штормов. Этот режим используется для передвижения с одного острова на другой. При встрече с врагами или штормом игра переключается в морской режим. Также игрок может сам перейти в морской режим: чтобы причалить к острову или чтобы напасть на вражескую эскадру.

### Игровой мир
Действие игры происходит в архипелаге, расположенном в Карибском море в XVII веке (начиная с 1630 года) — в золотой век пиратства. Присутствующие в игре острова в реальности не существуют. В игре присутствует 5 наций: Англия, Франция, Голландия, Испания, Португалия, а также пираты. Архипелаг состоит из 8 островов. На большинстве островов расположены города и форты, принадлежащие нациям. На островах за городскими воротами расположены джунгли. На некоторых островах также есть пещеры с ожившими скелетами, бухты, в которых ведут дела контрабандисты, форты пиратов и контрабандистов, а также различные сюжетные локации (золотая шахта, маяк, логово анимистов и т. п.). В джунглях можно встретить разбойников или оживших скелетов. Один из островов необитаем, один принадлежит пиратам. Главный герой игры — Натаниэль Хоук — в начале игры является капитаном люгера под английским флагом.

## Сюжет
Все события в игре лишь косвенно связаны с одноимённым фильмом. Единственное связующее звено с фильмом это то, что Корабль Чёрная жемчужина присутствует в игре, но в игре не говорится, является ли Гектор Барбосса капитаном. Этот корабль не может быть уничтожен нигде, кроме финальной битвы. Ночью можно увидеть, что команда корабля — ожившие скелеты. Однако ни один персонаж из фильма не упоминается в игре. Встретить корабль можно только в середине игры и в финальной битве. Если Чёрная Жемчужина появлялась около города, в городе можно услышать предупреждения. Однако внешний вид очень сильно отличается от того корабля, который показан в фильме. Кроме того, фильм и игра происходят в совершенно разные временные периоды; если игра начинается с 1630 года, в фильме действие разворачивается в первой половине XVIII века.
Несмотря на наличие открытого игрового мира, сюжет игры линейный, допустимы лишь минимальные отклонения: потопить или взять на абордаж, подкупить или запугать и т. п. Помимо основного сюжета есть дополнительные задания, необязательные для прохождения игры. Игрок сам решает, чем ему заниматься: проходить сюжет, заниматься побочными заданиями, или же отправиться в свободное плавание. 

### Основная сюжетная линия
После шторма корабль главного героя (Натаниэль Хоук) прибывает в английскую колонию «Оксбэй». Офицер Малькольм перед увольнением проводит краткий инструктаж. После этого нужно починить корабль, продать товары и нанять матросов. Как только герой выйдет в море, колонию захватит французский флот. Натаниэль уплывает на Редмонд, где докладывает губернатору о происшедшем. Губернатор приказывает ему разведать обстановку в захваченном городе. Прибыв туда, герой заходит в таверну, разговаривает с офицером, спаивает его и уводит в джунгли. От офицера Натаниэль узнаёт, что к французам вскоре должны прибыть подкрепление и амуниция. Герой отправляется в Редмонд и докладывает обо всём губернатору. Получив скромное вознаграждение, Натаниэль отправляется в Фале де Флер (там находится барк со снаряжением для французов). Позже он его топит или берёт на абордаж. Затем Натаниель начинает выполнять прочие задания на губернатора. В одном из этих заданий он встречается с про́клятыми неуязвимыми пиратами — как в одноимённом фильме. Позже Натаниель узнаёт, что губернатор Рэдмонда использовал его в своих корыстных целях. Тогда он предаёт губернатора, объявляет себя пиратом и сюжет от заданий губернатора переходит на поиск сокровищ и путешествий по храму инков. В храме инков ему придётся сражаться с живыми скелетами, найти таинственный артефакт, который поможет ему справиться с «Чёрной жемчужиной». В конце игры герою предстоит сразиться с ней. Для успешного завершения игры необходимо одержать над ней победу.

## Разработка
| Системные требования    | Системные требования                               | Системные требования                            |
| ----------------------- | -------------------------------------------------- | ----------------------------------------------- |
|                         | Минимальные                                        | Рекомендуемые                                   |
| Wintel                  |                                                    |                                                 |
| ОС                      | 98SE/ME/2000/XP                                    | 98SE/ME/2000/XP                                 |
| ЦПУ                     | Pentium III или AMD Athlon Duron 800 МГц           | Pentium III или AMD Athlon 1200 МГц             |
| Объём ОЗУ               | 128 Мб                                             | 256 Мб                                          |
| Место на диске          | 2,9 Гб свободного места                            | 2,9 Гб свободного места                         |
| Информационный носитель | CD                                                 | CD                                              |
| Видеокарта              | NVIDIA GeForce 256 c ОЗУ 32 Мб или ATI Radeon 8500 | NVIDIA GeForce3 c ОЗУ 64 Мб или ATI Radeon 8500 |
| Звуковая плата          | Совместимая с Windows                              | Серии Sound Blaster Audigy                      |
| Устройства ввода        | клавиатура, мышь или геймпад                       | клавиатура, мышь или геймпад                    |

Первоначально планировалось, что эта игра станет продолжением игры «Корсары: Проклятье дальних морей» и будет называться «Корсары II» (англ. Sea Dogs II). Однако всё изменилось весной 2003 года, ровно в тот момент, когда проектом о «море и пиратах» заинтересовались Disney Interactive, которым была необходима тематическая игра по мотивам их последнего киноблокбастера «Пираты Карибского моря». В связи с этим выпуск игры был перенесён на более ранний момент, был переработан изначальный сюжет, изменены локации и персонажи, убран второй игровой персонаж Даниель, который присутствовал на бета-тесте и был альтернативным для прохождения игры (по сюжету альфа и бета версий игры Натаниель и Даниель брат и сестра). На некоторых дисках с игрой рядом с названием «Пираты Карибского моря» была наклейка «Корсары II». По мнению некоторых поклонников серии эта наклейка не соответствовала содержанию игры, и создатели дополнения «Alexus and Morgan mod» разработали модификацию игры, которая лучше соответствовала ожиданиям от «Корсаров II».
В игре использовался графический движок Storm Engine — как и в предыдущих и последующих играх серии. По сравнению с предыдущей игрой («Корсары: Проклятье дальних морей») графический движок не претерпел значительных изменений — были внесены лишь незначительные усовершенствования. На тот момент движок был одним из лучших «морских движков».
К игре вышло 3 патча. В каждом из них исправлялись многочисленные ошибки, и иногда добавлялись новые, а также вносились изменения в баланс и улучшалось удобство игры. В патче 1.01 была добавлена возможность продолжить игру после потопления «Черной Жемчужины». Патч 1.02 возвращает в игру некоторые возможности: сдачу в плен вражеского капитана и команды, потерю мачт в морском бою. Улучшено удобство игры, изменениям подверглись игровой баланс и графика. Улучшен игровой искусственный интеллект: если судно противника решит покинуть поле боя, оно будет стрелять книпелями, стремясь сбить паруса преследующих кораблей. В патче 1.03 корабли управляемые АИ теперь более точно анализируют ситуацию. Например, они перестают использовать картечь, если команда противника стала минимальной, перестают использовать книпеля, если паруса противника находятся в плачевном состоянии.

## Отзывы критиков
| Сводный рейтинг       | Сводный рейтинг | Сводный рейтинг |
| Издание               | Оценка          | Оценка          |
| Издание               | PC              | Xbox            |
| --------------------- | --------------- | --------------- |
| GameRankings          | 66,63 %         | 68,99 %         |
| Metacritic            | 64/100          | 65/100          |
| Иноязычные издания    |                 |                 |
| Издание               | Оценка          | Оценка          |
| Издание               | PC              | Xbox            |
| 1UP.com               | D+              | C+              |
| AllGame               | [ 18 ]          | [ 19 ]          |
| GameRevolution        | C-              | C-              |
| GameSpot              | 7,6/10          | 7,6/10          |
| GameSpy               | [ 22 ]          | N/A             |
| IGN                   | 7,2/10          | 7,5/10          |
| XboxAddict            | N/A             | 70 %            |
| Русскоязычные издания |                 |                 |
| Издание               | Оценка          | Оценка          |
| Издание               | PC              | Xbox            |
| Absolute Games        | 60 %            | N/A             |
| «Домашний ПК»         | [ 27 ]          | N/A             |

Игра получила различные оценки игровой прессы, но большинство из них неоднозначные: В рецензии «Игромании» графика и атмосфера морских боёв была оценена положительно, даже восторженно. Однако негативных впечатлений по их мнению от игры гораздо больше. Нарекания вызвало отсутствие обещанной свободы действий. Из минусов фехтования было отмечено малое количество доступных действий (удар, блок, отскок и выстрел), а также то, что противники редко ставят блок. Также была отмечена неприятная особенность диалогов — слишком многие персонажи в качестве приветствия говорят одну и ту же фразу — «чем обязан?», а женские персонажи говорят мужскими голосами. Однако в «Руководстве и прохождении» претензий к диалогам и фехтованию не было, было лишь удивление по поводу того, как пистолет игрока перезаряжается сам по себе. На портале Absolute Games к основным недостаткам этой игры отнесли отсутствие флибустьерского духа и обещанной свободы действий, а также многочисленные ошибки. Критике подверглись отсутствие бега, прыжков и стрейфа при фехтовании, способность «Абордаж по выбору», позволяет мгновенно сблизиться практически с любым кораблем и приступить к его абордажу, а также морские бои в шторм. В рецензии GameSpot написали, что в целом геймплей, сюжет и графика хороши, но большое количество программных ошибок портят впечатление. Также было отмечено неудобное управление: PC-версия игры похожа на игру, портированную с консоли, а Xbox-версия игры похожа на портированную с PC.